# Свободка Стефанова
Свободка Стефанова (11.06.1944 г., Русе – 08.03.2023 г., София) е български политик, активен участник в демократичните промени в страната в края на 80-те и началото на 90-те години на ХХ век, един от основателите на Съюза на демократичните сили (СДС) и Консервативната екологична партия (КЕП) в Русе.

## Биография
Произхожда от стар русенски род, който в средата на ХІХ век се преселва от град Елена в Русчук. Прадядо ѝ Марин Попвасилев Късогледов е син на духовник, завършил богословие в Киевската духовна академия. Марин Късогледов е първият политик от рода ѝ – мирови съдия на Русчук, който владее писмено и говоримо турски, руски и френски, той е приятел и съмишленик на Захарий Стоянов, с когото споделят учителската мисия в селата край Русчук и са сред народните представители в Учредителното народно събрание на Княжество България. 
Свободка Стефанова е родена на 11 юни 1944 г. при една от най-големите бомбардировки над родния ѝ град в края на Втората световна война. Заради тежките родилни болки на майка ѝ лекарското семейство и нейните роднини решават да напуснат окопите и да се придвижат до родния ѝ дом в центъра на града. Това спасява живота на всички тях, тъй като малко след потеглянето им, бомба пада в окопите и избива всички останали с изключение на едно бебе, което изхвръква от ударната вълна. После това момче е сред добрите ѝ приятели по време на детските и ученическите години.
Името Свободка е сред обичаните женски имена в България в периода след Освобождението от турска власт и първата половина на ХХ век. Мнозина българи кръщават така децата си от пиетет към българските възрожденци и идеалите на революционерите. Свободка Стефанова е кръстена с името Свободка заради популярната по онова време умалителна форма, а и като напомняне, че името ѝ е в почит към баба ѝ Свобода, родена в дните около подписването на Санстефанския договор.
Подобно на мнозина други техни съвременници превратът на Девети септември поставя семейството ѝ в тежка ситуация заради произхода, ценностната система и образованието им. Любимият ѝ вуйчо Димитър, който завършва инженерство в Германия, скоро след преврата е пребит почти до смърт, след което никога не успява да се възстанови напълно и няколко години по-късно умира. Родителите ѝ са постоянно заплашвани с лагери и интерниране, а като мнозина свои връстници потомци на „бившите хора“ тя и брат ѝ са лишени от правото да получат образованието, което биха желали. Макар да свири в тамбурашкия оркестър и да полага отлично изпитите за Музикалната гимназия в Русе, тя не е приета да учи там заради „неподходящия си произход“.
От специалностите, достъпни за хора като нея, тя избира инженерство, в което се развива през годините с голямо усърдие. Има две висши инженерни образования и няколко специализации в областта на електроинженерството, радио и телевизионната техника, осветителната техника, компютърните технологии.

## Политическа дейност
В края на 80-те години Свободка Стефанова се включва активно в екологичните протести заради хлорните обгазявания на Русе от химическия завод в Гюргево. По-късно именно това става причина да се включи в учредяването на Консервативната екологична партия и Съюза на демократичните сили в града. Някои от първите координационни съвети са провеждани в родния ѝ дом, с участието на активните граждански и политически личности като бъдещите народни представители Марко Тодоров, протойерей Стефан Стефанов, Теодора Литрова, както и архимандрит Севастиан Петров, Светла Бурова и др.
Народен представител е от СДС в 36-то и 37-то Народно събрание, в които полага основни усилия за демократизацията на страна и за подобряването на екологичната обстановка, включително и като председател на комисията по околна среда. Благодарение на решителната ѝ намеса и участието ѝ в контролните международни комисии в края на 80-те и началото на 90-те години химическият завод в Гюргево е затворен и това прекратява екологичната и демографска катастрофа на Русе и околността.
След 1997 г. Свободка Стефанова прекратява активното си участие в политическия живот на страната, но с това не намалява гражданската си ангажираност по важните въпроси за обществото. Участва в редица граждански протести срещу потъпкването на демократичните процеси и свободата на словото и мисълта, остро критикува опитите за ревитализация и идеализация на комунистическия репресивен апарат.
В края на живота си следи със загриженост и тревога случващото се в Украйна, убедена, че България и Украйна са естествени съюзници заради своя близък исторически път и заради честата руска агресия срещу тях, предрешавана ту като освободителна, ту като образователна, ту като обща православна мисия, а в действителност ловка манипулация на една окупираща страна.